# Aborichthys rosammai
Aborichthys rosammai är en fiskart som beskrevs av Nibedita Sen 2009. Aborichthys rosammai ingår i släktet Aborichthys och familjen grönlingsfiskar. Inga underarter finns listade i Catalogue of Life.